# 多棘银杏蟹
多棘银杏蟹（学名：Actaea polyacantha）为扇蟹科银杏蟹属的动物。分布于日本、澳大利亚向西直至红海以及中国大陆的海南岛等地，主要栖息于海水。